# 75. lovski polk (Wehrmacht)
 Za druge 75. polke glej 75. polk.
75. lovski polk (izvirno nemško Jäger-Regiment 75) je bil lovski polk v sestavi redne nemške kopenske vojske med drugo svetovno vojno.

## Zgodovina
Polk je bil ustanovljen v Franciji 1. decembra 1941 z reorganizacijo 75. pehotnega polka za potrebe 5. lahke divizije, poznejše 5. lovske divizije.